# Alfiano Natta
Alfiano Natta (piemontiul: Alfian) település Olaszországban, Piemont régióban, Alessandria megyében. Lakosainak száma 695 fő (2023. január 1.). Alfiano Natta Calliano, Castelletto Merli, Moncalvo, Odalengo Piccolo, Penango, Tonco és Villadeati községekkel határos.

## Népesség
A település népességének változása:
| Lakosok száma | 747  | 781  | 695  |
|               | 2017 | 2018 | 2023 |